# Fabrizio Ardito
Fabrizio Ardito (Roma, 15 dicembre 1957) è un giornalista, fotografo e scrittore italiano.

## Biografia
Giornalista e scrittore inizia a collaborare con Il Messaggero, 2C e la Rivista della Montagna nei primi anni ottanta. 
Dal 1974 si è dedicato alla speleologia e alla documentazione delle grotte dei sotterranei e degli ipogei artificiali. Ha partecipato a spedizioni speleologiche in Marocco, nell'allora Unione Sovietica e a Sarawak, nel Borneo malese. A questi argomenti sono dedicati i suoi primi libri, Guida alle grotte e ai canyons d'Italia, Città sotterranee e Di pietra e acqua. 
È stato uno dei primi giornalisti occidentali a documentare il prosciugamento del Lago di Aral, in Uzbekistan e a visitare il poligono nucleare sovietico di Semipalatinsk. 
Dagli anni 90 scrive per Meridiani, l'Unità e Airone. Tra il 1994 e il 2005 è stato il curatore della rassegna di cinema e cultura di montagna Montagne in Città di Roma. Dal 1997 pubblica con Mondadori e Dorling Kindersley una serie di guide turistiche, tra cui Sardegna, Sicilia e Gerusalemme e la Terrasanta.
Nel 2004 percorre per la prima volta il cammino francese di Santiago, pubblicando l'anno successivo il reportage Peregrinos per il Touring Club Italiano. Negli anni seguenti ha percorso altri cammini di Santiago, la via Francigena italiana e altri itinerari a piedi in Italia e in Europa, scrivendo una serie di libri, guide e pubblicazioni fotografiche sull'argomento.
Tra il 2007 e il 2012 è stato autore, insieme a Daniele Valentini, di quattro speciali TG1 dedicati all'Italia sotterranea.

## Opere
- Fabrizio Ardito, Guida alle grotte e ai canyons d'Italia, collana Il bivio, Mursia, 1988.
- Fabrizio Ardito, Città sotterranee: quindici itinerari sotto strade e piazze d'Italia, collana Il bivio, Mursia, 1990, ISBN 884250646X.
- Fabrizio Ardito e Cristina Gambaro, Sardegna, collana Guide Visuali, Mondadori/Dorling, 1997.
- Fabrizio Ardito e Cristina Gambaro, Sicilia, Mondadori, 1999.
- Fabrizio Ardito, Di pietra e acqua: storie di speleologia, collana I licheni, Vivalda, 1999, ISBN 887808140X.
- Fabrizio Ardito, Massimo Torrefranca e Cristina Gambaro, Gerusalemme e la Terrasanta, Mondadori, 2000.
- Fabrizio Ardito, Peregrinos, collana Reportage 2000, Touring Club Italiano, 2005, ISBN 8836533248.
- Fabrizio Ardito, Le fortezze dell'eresia: lungo la via del favoloso Graal nelle terre di catari e inquisitori, collana Reportage 2000, Touring Club Italiano, 2006, ISBN 8836537944.
- Fabrizio Ardito, Lungo la Francigena, collana Reportage 2000, Touring Club Italiano, 2007, ISBN 9788836544127.
- Fabrizio Ardito, Viaggio nell'Italia sotterranea, Giunti, 2010, ISBN 978-88-09-75270-2.
- Fabrizio Ardito, Roma low cost: la città eterna per tutte le tasche, Touring Club Italiano, 2012, ISBN 9788836558988.
- Fabrizio Ardito, Sul monte Athos: viaggio nell'anima senza tempo della montagna sacra, collana Altri viaggi, Ediciclo, 2015, ISBN 9788865491454.
- Fabrizio Ardito, Come sopravvivere al cammino di Santiago, collana Ciclostile, Ediciclo, 2017, ISBN 9788865492109.
- Fabrizio Ardito, La via di Francesco, Touring Club Italiano, 2017, ISBN 978-88-365-7285-4.
- Fabrizio Ardito, Le vie di Francesco, Ediciclo, 2020, ISBN 9788865493168.
- Fabrizio Ardito, 111 segreti delle chiese di Roma che devi proprio scoprire, Emons, 2020, ISBN 9783740810290.